# Siegfried Voglreiter
Siegfried Voglreiter (ur. 22 grudnia 1969 r.) – austriacki narciarz alpejski. Nie startował na igrzyskach olimpijskich. Jego najlepszym wynikiem na mistrzostwach świata było 5. miejsce w slalomie na mistrzostwach świata w Sestriere w 1997 r. Najlepsze wyniki w Pucharze Świata osiągnął w sezonie 1996/1997, kiedy to zajął 23. miejsce w klasyfikacji generalnej.

## Sukcesy

### Puchar Świata

#### Miejsca w klasyfikacji generalnej
- 1991/1992 – 131.
- 1992/1993 – 78.
- 1993/1994 – 50.
- 1994/1995 – 68.
- 1995/1996 – 79.
- 1996/1997 – 23.
- 1997/1998 – 41.
- 1998/1999 – 58.

#### Miejsca na podium
1. Kranjska Gora – 5 stycznia 1997 (gigant) – 2. miejsce